# Katastrofa lotu Pacific Southwest Airlines 1771
Katastrofa lotu Pacific Southwest Airlines 1771 – katastrofa lotnicza, która wydarzyła się 7 grudnia 1987 roku. Avro RJ100 lecący z Los Angeles do San Francisco, rozbił się na polu w Paso Robles. W wyniku katastrofy śmierć poniosły 43 osoby (38 pasażerów i 5 członków załogi) – wszyscy na pokładzie.

## Przebieg lotu

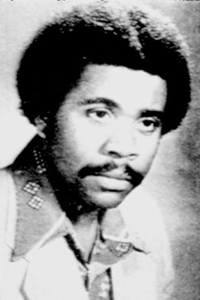
David A. Burke

Samolot wystartował z Los Angeles w lot do San Francisco. Po starcie z lotniska maszyna wzniosła się na wysokość 6700 metrów. W pewnym momencie, jeden z pasażerów – David Burke – zaczął strzelać w samolocie; zastrzelił pasażera, stewardessę, po czym wszedł do kokpitu, a następnie zastrzelił dwóch pilotów z rewolweru Magnum 44 oraz mechanika pokładowego. Po zastrzeleniu załogi zabójca pchnął wolant do przodu, wprowadzając maszynę w lot nurkowy. Samolot rozpadł się w powietrzu po przekroczeniu prędkości dopuszczalnej i po 25 sekundach runął w szczątkach na pole w okolicach Paso Robles. Mężczyzna zginął na miejscu – jak 42 osoby obecne na pokładzie.

## Śledztwo
Na miejsce wypadku przyjechał detektyw Bill Wammock. Następnego dnia FBI odnalazło rewolwer Magnum 44, wciąż znajdował się w rękach Davida Burke, niedawno zwolnionego z linii lotniczych US Airways za kradzież gotówki z baru koktailowego na pokładzie samolotu. Wybór samolotu, do którego wsiadł Burke nie był przypadkowy. Połączeniem tym codziennie dolatywał do pracy jego przełożony – Raymond F. Thomson, który osobiście zwolnił Burke’a kilka dni wcześniej. Feralnego dnia Thomson był wśród pasażerów lotu 1771. Ślady kul na konstrukcjach foteli sugerują, że Burke zastrzelił Thomsona jeszcze przed wtargnięciem do kokpitu. Wśród szczątków samolotu znaleziono list Burke’a do Thomsona wypominający mu brak wyrozumiałości i zapowiadający zemstę.